# Veganzones (kommunhuvudort)
Veganzones är en kommunhuvudort i Spanien.   Den ligger i provinsen Provincia de Segovia och regionen Kastilien och Leon, i den centrala delen av landet, 90 km norr om huvudstaden Madrid. Veganzones ligger 917 meter över havet och antalet invånare är 296.
Terrängen runt Veganzones är platt. Runt Veganzones är det mycket glesbefolkat, med 7 invånare per kvadratkilometer. Närmaste större samhälle är La Cuesta, 12,5 km söder om Veganzones. Trakten runt Veganzones består till största delen av jordbruksmark.